# Pandanus odorifer
Pandanus odorifer is een soort uit de familie Pandanaceae. De soort komt voor in (sub)tropisch Azië, van India tot in China en Indonesië. Het is een boom die groeit in moerassige gebieden nabij rivieren, meren en kusten. De soort staat op de Rode Lijst van de IUCN geklasseerd als 'niet bedreigd'.
Uit de mannelijke bloemen wordt een etherische olie gewonnen, kewra geheten. Deze wordt gebruikt in parfums, zoals attar.